# عندق ثنائي النقط
عندق ثنائي النقط (الاسم العلمي: Nemipterus bipunctatus) (بالإنجليزية: Delagoa threadfin bream)‏ هو نوع من الأسماك يتبع جنس العندق من فصيلة العندقات.